# Суразький район
Суразький муніципальний район — адміністративна одиниця на північному заході Брянської області Росії.
Адміністративний центр — місто Сураж.

## Географія
Площа району — 1350 км². Основні річки — Іпуть, Іржач.

## Історія
5 липня 1944 року Указом  Президії Верховної Ради СРСР була утворена Брянська область, до складу якої, поряд з іншими, був включений і Суразький район. В 1963 році район був скасований, в 1965 році - відновлений.

## Демографія
Населення району становить 26,5 тис. чоловік, у тому числі в міських умовах проживають близько 12 тис. Усього налічується 129 населених пунктів.